# Krîvorivnea, Verhovîna
Krîvorivnea (în ucraineană Криворівня) este localitatea de reședință a comunei Krîvorivnea din raionul Verhovîna, regiunea Ivano-Frankivsk, Ucraina.

## Demografie
Componența lingvistică a localității Krîvorivnea
     Ucraineană (99,93%)
     Alte limbi (0,07%)
Conform recensământului din 2001, majoritatea populației localității Krîvorivnea era vorbitoare de ucraineană (99,93%), existând în minoritate și vorbitori de alte limbi.